# Белая отрава
«Белая отрава» (пол. Biała trucizna) — польский чёрно-белый художественный фильм, снятый в 1932 году режиссёром Альфредом Немирским на студии «Sztuka».
Премьера фильма состоялась 5 ноября 1932 года.

## Сюжет
Главный герой фильма, с виду счастливый и благополучный промышленник Ян Каньский, порвал со своей устоявшейся, размеренной и достаточно монотонной жизнью, ушёл из семьи, порвал с друзьями и бросил работу. Причиной тому стала красивая женщина.
Он близок к саморазрушению из-за начавшегося пристрастья к наркотикам. К счастью, своим спасением от окончательного падения герой фильма обязан своей дочери, которая решила найти его во что бы то ни стало и вернуть к нормальной жизни.

## В ролях
- Стефан Ярач — Ян Каньский, промышленник
- Северина Бронишувна — нищенка
- Веслав Гавликовский — нищий
- Казимеж Юстян — торговец кокаином
- Хенрик Малковский — ростовщик
- Мария Зарембиньская — наркоманка
- Мария Янецкая — дочь Яна Каньского
- Мариуш Машиньский
- Тадеуш Ольша
- Станислав Селяньский
- Станислав Данилович
- Зофия Мыслаковская
- Зизи Халама — танцовщица
- Феликс Парнелль — танцор

## Съёмочная группа
- Режиссёр: Альфред Немирский
- Сценарий: Антони Марчинский, Мариуш Машинский, Генрик Зелинский
- Оператор: Альберт Выверка
- Художник-постановщик: Стефан Норрис
- Композитор: Зигмунт Белостоцкий
- Песни для фильма исполнил Мечислав Фогг.